# نمک دریایی

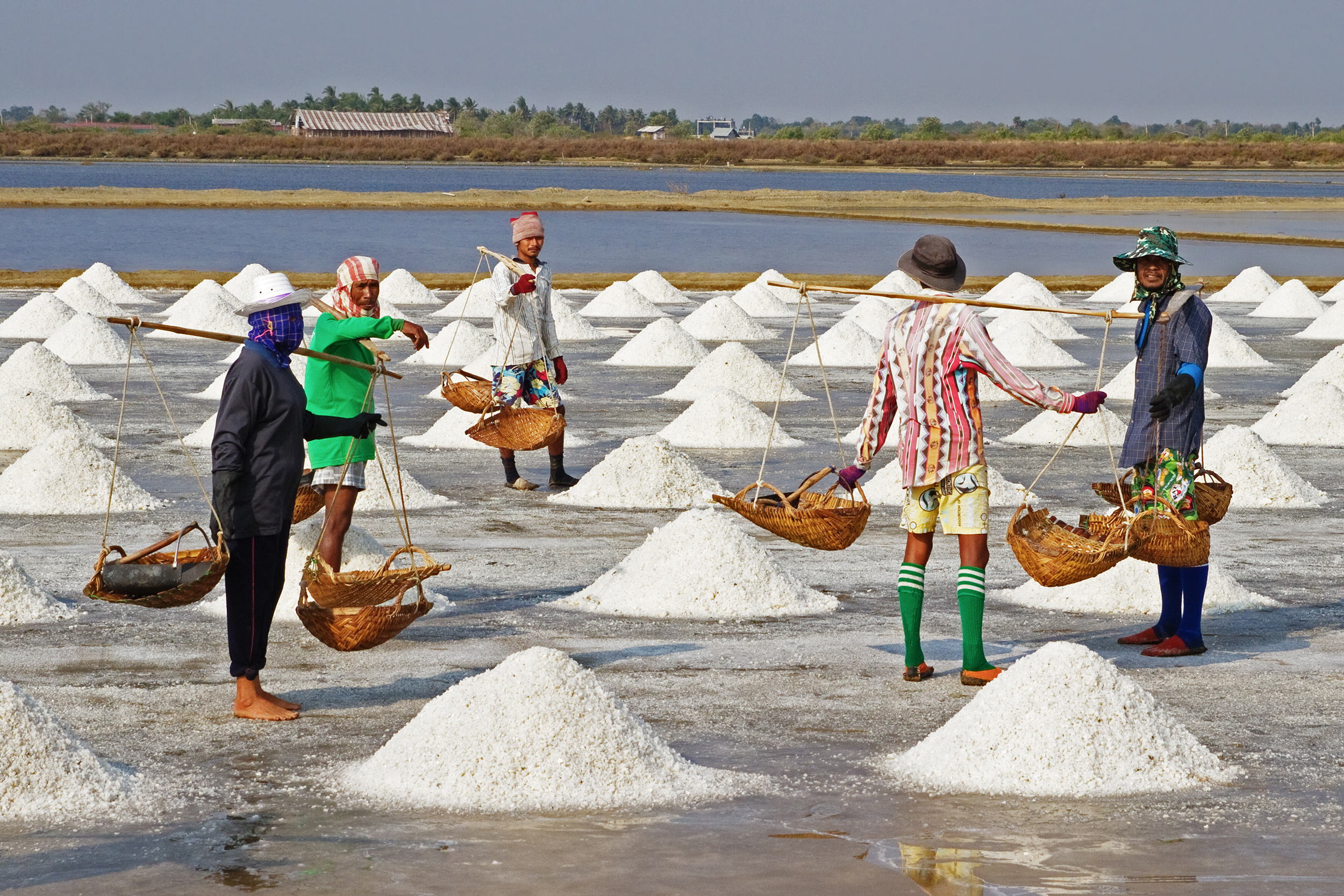
برداشتن نمک دریایی در تایلند

نمک دریا به نمک حاصل از تبخیر آب دریا گفته می‌شود.
که بیشتر آن را به عنوان چاشنی در غذاها، پخت و پز، درمان دردها و بیماریها، لوازم آرایشی و برای حفظ مواد غذایی مورد استفاده قرار می‌گیرد. این نمک به‌طور معمول گرانتر از نمک معمولی است و بیشتر در چیپسها استفاده می‌شود. نام‌های دیگر آن عبارتند از، نمک خام، نمک خورشیدی، یا نمک. مانند نمک استخراج شده، تولید نمک دریایی به دوران ماقبل تاریخ بر می‌گردد. 

## ترکیبات
امروزه نمک‌های دریایی موجود در بازار به‌طور گسترده‌ای ترکیبات شیمیایی آنها متفاوت است. اگرچه جزء اصلی کلرید سدیم است، اما باقی ترکیبات می‌تواند بین ۰/۲ تا ۱۰ درصد در برخی نمک‌ها متفاوت باشد. ترکیبات بیشتر کلسیم، پتاسیم و نمکهای منیزیم کلرید و سولفات هستند که مقدار قابل ملاحظه ای از بسیاری از عناصر کمیاب در آب دریا وجود دارد. محتوای رطوبت نیز می‌تواند از کمتر از ۱ تا بیش از ۱۲ درصد متفاوت باشد. اگرچه ترکیب نمک قابل دسترس ممکن است متفاوت باشد، ولی ترکیب یونی آب نمکی طبیعی نسبتاً ثابت است.
| غلظت یون در آب دریا     | میلی‌گرم / لیتر |
| ----------------------- | -------------- |
| کلرید                   | ۱۸ ۹۸۰         |
| سدیم                    | ۱۰ ۵۵۶         |
| سولفات                  | ۲ ۶۴۹          |
| منیزیم                  | ۱ ۲۶۲          |
| کلسیم                   | ۴۰۰            |
| پتاسیم                  | ۳۸۰            |
| بی کربنات               | ۱۴۰            |
| استرونتیوم              | ۱۳             |
| برومید                  | ۶۵             |
| بورات                   | ۲۶             |
| فلوراید                 | ۱              |
| سیلیکات                 | ۱              |
| یدید                    | <۱             |
| جامدات جامد محلول (TDS) | ۳۴ ۴۸۳         |

## تولید تاریخی
نمک دریایی در ویناییا پوتاکا، کتاب مقدس بودایی که در اواسط قرن ۵ قبل از میلاد ساخته شده‌است، ذکر شده‌است. اصل تولید تبخیر آب از نمک دریا است. در آب و هوای گرم و خشک این امر می‌تواند به‌طور کامل با استفاده از انرژی خورشیدی انجام شود اما در سایر اقلیم منابع سوختی استفاده می‌شود. تولید نمک دریایی مدرن تقریباً به‌طور کامل در دریای مدیترانه، سواحل شهرستان ماهشهر خوزستان تولید و تصفیه می‌شود. نمک عمدتا از سه منبع دریاها، دریاچه‌ها و کوه‌های نمک استحصال می شود که به ترتیب نمک دریایی خالصتر از نمک آبی است و نمک آبی نیز خلوص بیشتری نسبت به نمک کوهی دارد.

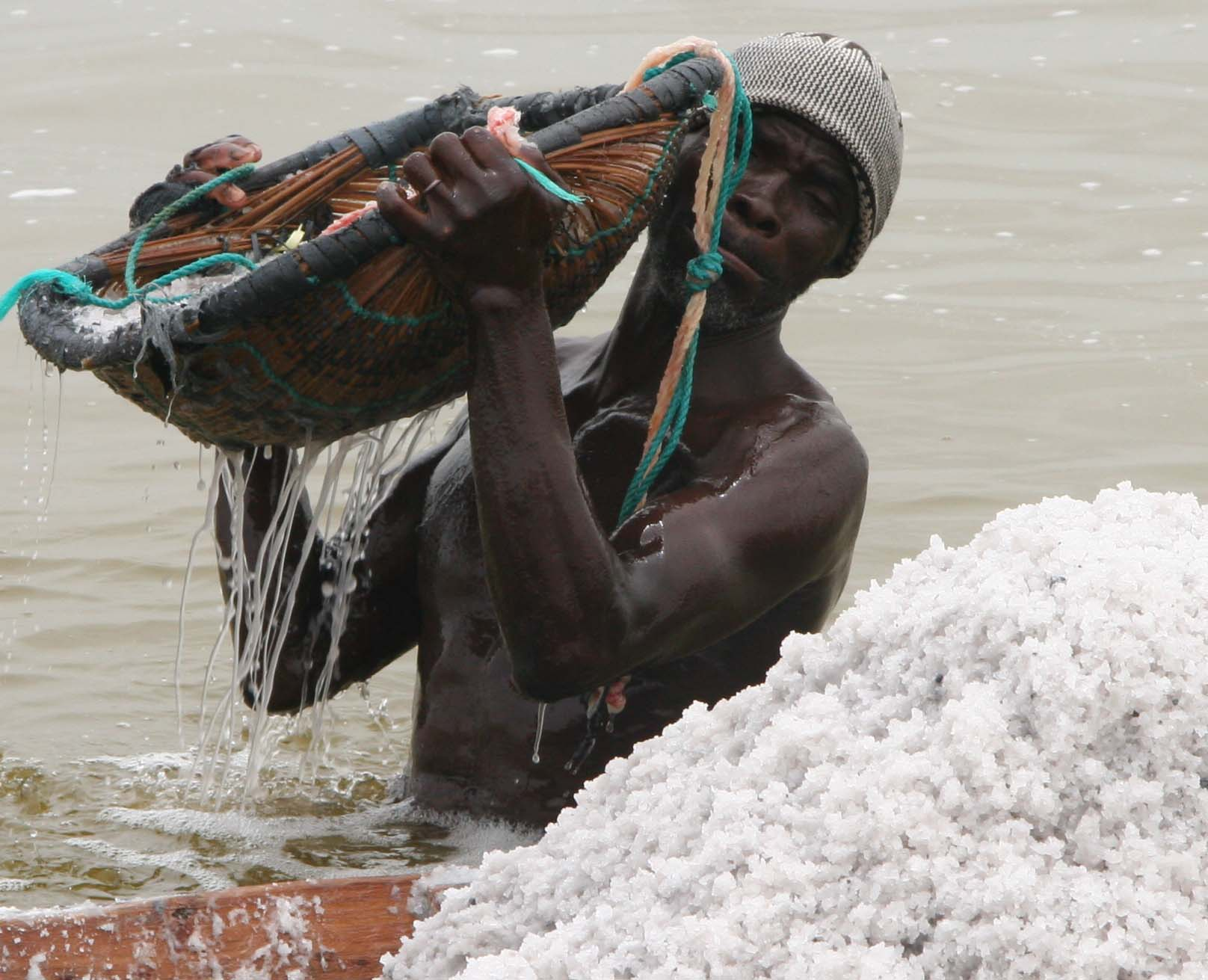
Salt collector in Lake Retba

## طعم
بیشتر افراد معتقدند که طعم نمک دریایی ملایم تر است و دارای بافت درشت تری نسبت به نمک معمولی است.

## نمک دریا در منابع طب سنتی
عقیلی علوی در کتاب مخزن الأدویة دربارة نمک دریا می‌گوید: 
بهترین همه ملح، مصنوع از ماء بحر است و این با شوری و حدت می‌باشد زیاده از املاح نیک دیگر